# We Up
«We Up» — сингл американського репера 50 Cent з його шостого студійного альбому Street King Immortal. Його офіційно оприлюднили 22 березня 2013 на акаунті Interscope Records у SoundCloud, 25 березня трек став доступним для придбання. Продюсер: Davaughn з лейблу Roc Nation. «Something About Us» Daft Punk використано як семпл.

## Передісторія
Початкова версія, випущена у січні, містила два куплети 50 Cent та один репера Kidd Kidd. Трек мав увійти до мікстейпу Kidd Kidd, проте натомість він потрапив на платівку Фіфті. 15 лютого 2013 оприлюднили варіант пісні з участю Kidd Kidd і Кендріка Ламара й лише з одним куплетом 50 Cent. Прем'єра синглу «We Up» відбулась 22 березня. Було додано куплет Фіфті з січневої версії та вилучено Kidd Kidd.

## Відеокліп
У першому відео не знявся Кендрік Ламар, хоча його частина присутня у ролику. 50 Cent та Kidd Kidd читають реп у костюмах, тримають пляшки.
Офіційний кліп зняли у Лос-Анджелесі. Відео з-за лаштунків потрапило до березневого оновленого епізоду програми Behind the Music телеканалу VH1. Прем'єра кліпу відбулась 25 березня на VEVO-каналі виконавця. Режисер обох відео: Ейф Рівера.

## Живі виступи
27 лютого 2013 під час концерту Кендріка Ламара у Нью-Йорці у Roseland Ballroom на сцену вийшли 50 Cent та Тоні Єйо для виконання «We Up».

## Чартові позиції
| Чарт (2013)                       | Найвища позиція |
| --------------------------------- | --------------- |
| Бельгія (Ultratop Flanders Urban) | 32              |
| Канада                            | 85              |
| Південна Корея                    | 25              |
| Франція                           | 135             |
| US Hot R&B/Hip-Hop Songs          | 50              |